# GET UP (早見優の曲)
「GET UP」（ゲット・アップ）は、1988年3月25日にトーラスレコードからリリースされた早見優の23枚目のシングル。

## 概要
表題曲「GET UP」は、コーセー化粧品・1988年夏のキャンペーンCMソングとして使用された。
B面曲「CHECKING OUT!!」は早見自身の全編英語詞による楽曲。
本シングルと同時発売のアルバム『WHO'S GONNA COME?』には「GET UP」の英語詞バージョンを収録。CDのみ「CHECKING OUT!!」が収録された。

## 収録曲
1. GET UP
作詞：湯川れい子 / 作曲：葛口雅行 / 編曲：武部聡志
2. CHECKING OUT!!
作詞：YU / 作曲：多々納好夫 / 編曲：鷺巣詩郎